# Jürgen Ritter (Maler)
Jürgen Ritter (* 9. Februar 1925 in Gera; † 21. Mai 2010 in Berlin) war ein deutscher Maler, Zeichner und Grafiker, der vor allem durch seine Darstellungen von Tieren, Pflanzen und Landschaften bekannt geworden ist, die in zahlreichen Schulbüchern und Lexika veröffentlicht wurden.

## Leben
Ritter lebte von 1930 bis 1950 in Bad Köstritz. 1941 endete seine Schulzeit, die er in Gera und Bad Köstritz verbrachte. Anschließend begann er an der Bühnenklasse der Kunstgewerbeschule Leipzig eine künstlerische Ausbildung zum Bühnenbildner, die jedoch durch den Kriegsdienst unterbrochen wurde. Nach Kriegsende arbeitete er eine Zeit lang am Theater Gera. Von 1947 bis 1950 studierte er an der Hochschule für Grafik und Buchkunst Leipzig. Seit 1950 arbeitete er als freier Maler und Grafiker. Ritter unternahm mehrere Studienreisen in Deutschland (Thüringen, Nord- und Ostsee, Franken, Thiersee, Umgebung von München) aber auch ins Ausland (Griechenland, Ischia, Frankreich, Italien, Spanien, Portugal, Jugoslawien, England, Irland und Afrika). Hier illustrierte er in verschiedenen Zeichentechniken diverse Tier- und Pflanzenarten, aber auch Personen und Landschaften. Auch die Abstrakte Malerei zählte zu Ritters Zeichenstilen. Ritters Illustrationen finden sich in vielen Lexika und Sachbüchern, darunter in Grzimeks Tierleben. Ausstellungen mit seinen Werken wurden unter anderem im Völkerkundemuseum Berlin, in der Galerie Hanfstaengl in München sowie in Wien veranstaltet. Ritter lebte zwischen 1970 und 2009 in München und Thiersee. Im Mai 2010 verstarb er in Berlin.

## Werke, die von Jürgen Ritter illustriert wurden (Auswahl)
- Hans Lorenz Lenzen: Anmutiges Vogelbüchlein für Kinder und Lerneifrige, 1951
- Conrad Vollmer: Kleine Welt am Meeresstrand, 1951
- Heinrich Dathe: Kleines Käferbüchlein, 1952
- Elisabeth Joch-Jahn: Florian und sein Maultier, 1953
- Gerhard Schmidt: Wunderwelt der Steine – mit 16 Tafeln und Federzeichnungen (Jugendbuchreihe: Belebte Welt Bd. 15), 1953
- Hermann Heinz Wille: Sturmfahrt durch die Ozeane, 1954
- Vitalij V Bianki: Auf dem Wege über das grosse Meer, 1954
- Bernhard Grzimek (Hrsg.): Grzimeks Tierleben, 1967–1972
- Jürgen Ritter: Pflanzenkunde Bd. 1, 1976
- Siegfried Schmitz: Fish Calendar, 1986
- Siegfried Schmitz: Die Fisch-Uhr: mit Fischen und Wasserpflanzen durch das Jahr, 1988
- Hermann Weidner: Die Berg-Uhr: Das Jahr der Berge mit ihren Tieren und Pflanzen, 1994